# Serrat de la Planella
El Serrat de la Planella és una muntanya de 1.205 metres que es troba al municipi del Pont de Suert, a la comarca catalana de l'Alta Ribagorça.